# Charles Kamathi
Charles Waweru Kamathi (ur. 18 maja 1978 w Mathari w Prowincji Centralnej) – kenijski lekkoatleta specjalizujący się w biegach długodystansowych, uczestnik letnich igrzysk olimpijskich w Atenach (2004). Sukcesy odnosił również w biegach przełajowych.

## Sukcesy sportowe
- mistrz Kenii w biegu na 5000 metrów (2004) oraz w biegu na 10 000 metrów (2001)[1]
- zwycięzca biegu maratońskiego w Eindhoven (2010)[2]

| Rok  | Miasto        | Zawody                                    | Konkurencja             | Wynik                     |
| ---- | ------------- | ----------------------------------------- | ----------------------- | ------------------------- |
| 2001 | Edmonton      | Mistrzostwa świata                        | bieg na 10 000 m        | złoty medal               |
| 2001 | Ostenda       | Mistrzostwa świata w biegach przełajowych | indywidualnie drużynowo | brązowy medal złoty medal |
| 2002 | Bruksela      | Mistrzostwa świata w półmaratonie         | drużynowo               | złoty medal               |
| 2002 | Dublin        | Mistrzostwa świata w biegach przełajowych | drużynowo               | złoty medal               |
| 2003 | Paryż         | Mistrzostwa świata                        | bieg na 10 000 m        | 7. miejsce                |
| 2004 | Brazzaville   | Mistrzostwa Afryki                        | bieg na 10 000 m        | złoty medal               |
| 2004 | Ateny         | Igrzyska olimpijskie                      | bieg na 10 000 m        | 13. miejsce               |
| 2004 | Bruksela      | Mistrzostwa świata w biegach przełajowych | drużynowo               | srebrny medal             |
| 2005 | Helsinki      | Mistrzostwa świata                        | bieg na 10 000 m        | 12. miejsce               |
| 2005 | Saint-Étienne | Mistrzostwa świata w biegach przełajowych | drużynowo               | srebrny medal             |

## Rekordy życiowe
- bieg na 3000 metrów – 7:41,89 – Turyn 06/06/2003
- bieg na 5000 metrów – 13:02,51 – Zurych 16/08/2002
- bieg na 10 000 metrów – 26:51,49 – Bruksela 03/09/1999
- bieg na 10 kilometrów – 28:15 – Dongio 16/04/2001
- półmaraton – 1:00:22 – Mediolan 13/04/2002
- bieg maratoński – 2:07:33 – Rotterdam 13/04/2008